# Sergio Higuita García
Sergio Andrés Higuita García (Medellín, 1 d'agost de 1997) és un ciclista colombià, professional des del 2016. Actualment corre a l'equip XDS Astana Team. En el seu palmarès destaca una victòria d'etapa a la Volta a Espanya de 2019 i la Volta a Catalunya del 2022.

## Palmarès
- 2019
  - Vencedor d'una etapa a la Volta a l'Alentejo
  - Vencedor d'una etapa a la Volta a Espanya
- 2020
  -  Campió de Colòmbia en ruta
  - 1r al Tour Colombia i vencedor d'una etapa
- 2022
  -  Campió de Colòmbia en ruta
  -  1r a la Volta a Catalunya
  - Vencedor d'una etapa a la Volta a l'Algarve
  - Vencedor d'una etapa al Tour de Romandia
  - Vencedor d'una etapa a la Volta a Polònia
- 2023
  - Vencedor d'una etapa de la Volta al País Basc

### Resultats a la Volta a Espanya
- 2019. 14è de la classificació general. Vencedor d'una etapa
- 2022. 23è de la classificació general
- 2023. 43è de la classificació general

### Resultats al Tour de França
- 2020. Abandona (15a etapa)
- 2021. 25è de la classificació general